# Кубок России по кёрлингу среди женщин 2013
Кубок России по кёрлингу среди женщин 2013 проводился с 17 по 21 декабря 2013 года в городе Сочи на арене Кёрлингового центра «Ледяной куб». Турнир проводился в ??-й раз.
В турнире принимало участие 16 команд.
Обладателями Кубка стала команда «Адамант-2» (Санкт-Петербург; скип Алина Ковалёва), победившая в финале команду ««Альбатрос» (Калининград; скип Ольга Жаркова). Третье место заняла команда «Сборная Москвы-1» (Москва; скип Людмила Прививкова).

## Формат соревнований
Команды разбиваются на 2 группы (А, Б) по 8 команд, где играют друг с другом по круговой системе в один круг. Затем 4 команды, занявшие в группах 1-е и 2-е места, выходят в плей-офф, где играют по олимпийской системе. Сначала команды встречаются в полуфиналах (1-е место группы А со 2-м местом группы Б и 1-е место группы Б со 2-м местом группы А); победители полуфиналов в финале разыгрывают 1-е и 2-е места, проигравшие в полуфиналах разыгрывают между собой 3-е и 4-е места. В итоговой классификации команды, не вышедшие в плей-офф, ранжируются по месту, занятому в группе. Все матчи проводятся в 8 эндов.

## Команды
|          | Команда                        | Скип                | Третий               | Второй              | Первый              | Запасной             |
| -------- | ------------------------------ | ------------------- | -------------------- | ------------------- | ------------------- | -------------------- |
| Группа А |                                |                     |                      |                     |                     |                      |
| А1       | Айс Парк (Санкт-Петербург)     | Ксения Шкулепа      | Елена Устинова       | Ульяна Ломакина     | Наталья Цыбакова    |                      |
| А2       | Адамант-1 (Санкт-Петербург)    | Оксана Гертова      | Олеся Глущенко       | Мария Дуюнова       | Олеся Колесникова   |                      |
| А3       | Сборная Москвы-3 (Москва)      | Мария Бакшеева      | Юлия Булахова        | Екатерина Выборнова | Римма Шаяфетдинова  | Алина Андросова      |
| A4       | Сборная Москвы-5 (Москва)      | Ольга Никитина      | Елена Баженова       | Карина Хачатрян     | Александра Соболева | Вера Тюлякова        |
| А5       | Московская область-1 (Дмитров) | Анастасия Москалёва | Марина Веренич       | Дарья Морозова      | Ольга Котельникова  |                      |
| А6       | Сборная Москвы-1 (Москва)      | Людмила Прививкова  | Ольга Зябликова      | Нкеирука Езех       | Алина Биктимирова   | Анастасия Прокофьева |
| А7       | СКА ШВСМ ЗВС (Санкт-Петербург) | Яна Гаршина         | Ольга Белолипецкая   | Ксения Ковшова      | Алёна Борисова      | Ника Моисеева        |
| A8       | Челябинская область            | Анастасия Вдовина   | Анна Поспелова       | Дарья Панченко      | Анастасия Лапушкина | Динара Байгунина     |
| Группа Б |                                |                     |                      |                     |                     |                      |
| Б1       | Московская область-2 (Дмитров) | Ксения Шевчук       | Дарья Стёксова       | Марина Вдовина      | Яна Гаврилюк        | Дарья Щелягина       |
| Б2       | Московская область-3 (Дмитров) | Татьяна Смирнова    | Екатерина Толстова   | Екатерина Волкова   | Марина Калинина     | Дарья Соловьёва      |
| Б3       | Сборная Москвы-4 (Москва)      | Валерия Скляренко   | Анна Стрельникова    | Елизавета Лебедева  | Анастасия Володина  | Дарья Богатова       |
| Б4       | УОР №2 (Санкт-Петербург)       | Ксения Леонтьева    | Анастасия Брызгалова | Мария Рустамова     | Анастасия Даньшина  | Александра Паранина  |
| Б5       | Адамант-2 (Санкт-Петербург)    | Алина Ковалёва      | Елена Ефимова        | Ульяна Васильева    | Мария Комарова      | Оксана Богданова     |
| Б6       | Сборная Москвы-6 (Москва)      | Надежда Карелина    | Анастасия Бегинина   | Мария Цорн          | Ирина Беляева       | Равиля Искакова      |
| Б7       | Сборная Москвы-2 (Москва)      | Евгения Дёмкина     | Валерия Шелкова      | Екатерина Кузьмина  | Мария Борисова      | Мария Архипова       |
| Б8       | Альбатрос (Калининград)        | Ольга Жаркова       | Юлия Портунова       | Алиса Мирошниченко  | Юлия Гузиёва        | Екатерина Шарапова   |

## Результаты соревнований
Время начала матчей указано по местному времени (UTC+3).

### Групповой этап

#### Группа A
|    | Команда                          | А1   | А2  | А3   | А4   | А5  | А6   | А7   | А8   | В | П | Место |
| -- | -------------------------------- | ---- | --- | ---- | ---- | --- | ---- | ---- | ---- | - | - | ----- |
| А1 | Айс Парк (Шкулепа)               | *    | 4:9 | 5:7  | 5:8  | 6:7 | 3:9  | 2:10 | 3:6  | 0 | 7 | 8     |
| А2 | Адамант-1 (Гертова)              | 9:4  | *   | 3:7  | 7:3  | 2:6 | 1:4  | 6:5  | 5:3  | 4 | 3 | 3     |
| А3 | Сборная Москвы-3 (Бакшеева)      | 7:5  | 7:3 | *    | 3:10 | 4:5 | 2:8  | 8:6  | 18:2 | 4 | 3 | 3     |
| А4 | Сборная Москвы-5 (Никитина)      | 8:5  | 3:7 | 10:3 | *    | 6:5 | 4:11 | 2:7  | 9:2  | 4 | 3 | 3     |
| А5 | Московская область-1 (Москалёва) | 7:6  | 6:2 | 5:4  | 5:6  | *   | 1:7  | 6:5  | 7:3  | 5 | 2 | 2     |
| А6 | Сборная Москвы-1 (Прививкова)    | 9:3  | 4:1 | 8:2  | 11:4 | 7:1 | *    | 8:6  | 8:3  | 7 | 0 | 1     |
| А7 | СКА ШВСМ ЗВС (Гаршина)           | 10:2 | 5:6 | 6:8  | 7:2  | 5:6 | 6:8  | *    | 9:5  | 3 | 4 | 6     |
| А8 | Челябинская область (Вдовина)    | 6:3  | 3:5 | 2:18 | 2:9  | 3:7 | 3:8  | 5:9  | *    | 1 | 6 | 7     |

#### Группа Б
|    | Команда                         | Б1  | Б2   | Б3   | Б4  | Б5   | Б6   | Б7   | Б8   | В | П | Место |
| -- | ------------------------------- | --- | ---- | ---- | --- | ---- | ---- | ---- | ---- | - | - | ----- |
| Б1 | Московская область-2 (Шевчук)   | *   | 8:1  | 4:9  | 5:3 | 3:7  | 9:3  | 6:5  | 2:9  | 4 | 3 | 4     |
| Б2 | Московская область-3 (Смирнова) | 1:8 | *    | 5:7  | 3:6 | 2:11 | 2:8  | 4:5  | 2:7  | 0 | 7 | 8     |
| Б3 | Сборная Москвы-4 (Скляренко)    | 9:4 | 7:5  | *    | 6:4 | 3:6  | 8:5  | 9:3  | 2:10 | 5 | 2 | 3     |
| Б4 | УОР №2 (Леонтьева)              | 3:5 | 6:3  | 4:6  | *   | 4:8  | 6:3  | 3:4  | 5:6  | 2 | 5 | 5     |
| Б5 | Адамант-2 (Ковалёва)            | 7:3 | 11:2 | 6:3  | 8:4 | *    | 10:3 | 5:4  | 5:4  | 7 | 0 | 1     |
| Б6 | Сборная Москвы-6 (Карелина)     | 3:9 | 8:2  | 5:8  | 3:6 | 3:10 | *    | 8:4  | 3:13 | 2 | 5 | 5     |
| Б7 | Сборная Москвы-2 (Дёмкина)      | 5:6 | 5:4  | 3:9  | 4:3 | 4:5  | 4:8  | *    | 1:10 | 2 | 5 | 5     |
| Б8 | Альбатрос (Жаркова)             | 9:2 | 7:2  | 10:2 | 6:5 | 4:5  | 13:3 | 10:1 | *    | 6 | 1 | 2     |

     Проходят в плей-офф

### Плей-офф
|  | Полуфиналы | Полуфиналы                       | Полуфиналы                       | Полуфиналы                       | Полуфиналы                       | Полуфиналы                       | Полуфиналы                       | Полуфиналы                       | Полуфиналы                       | Полуфиналы |                     |                     | Финал                            | Финал                            | Финал                            | Финал                            | Финал                            | Финал                            | Финал                            | Финал                            | Финал                            | Финал |
|  |            |                                  |                                  |                                  |                                  |                                  |                                  |                                  |                                  |            |                     |                     |                                  |                                  |                                  |                                  |                                  |                                  |                                  |                                  |                                  |       |
|  | А-1        | Сборная Москвы-1 (Прививкова)    | Сборная Москвы-1 (Прививкова)    | Сборная Москвы-1 (Прививкова)    | Сборная Москвы-1 (Прививкова)    | Сборная Москвы-1 (Прививкова)    | Сборная Москвы-1 (Прививкова)    | Сборная Москвы-1 (Прививкова)    | Сборная Москвы-1 (Прививкова)    | 5          |                     |                     |                                  |                                  |                                  |                                  |                                  |                                  |                                  |                                  |                                  |       |
|  | А-1        | Сборная Москвы-1 (Прививкова)    | Сборная Москвы-1 (Прививкова)    | Сборная Москвы-1 (Прививкова)    | Сборная Москвы-1 (Прививкова)    | Сборная Москвы-1 (Прививкова)    | Сборная Москвы-1 (Прививкова)    | Сборная Москвы-1 (Прививкова)    | Сборная Москвы-1 (Прививкова)    | 5          |                     |                     |                                  |                                  |                                  |                                  |                                  |                                  |                                  |                                  |                                  |       |
|  | Б-2        | Альбатрос (Жаркова)              | Альбатрос (Жаркова)              | Альбатрос (Жаркова)              | Альбатрос (Жаркова)              | Альбатрос (Жаркова)              | Альбатрос (Жаркова)              | Альбатрос (Жаркова)              | Альбатрос (Жаркова)              | 7          |                     |                     |                                  |                                  |                                  |                                  |                                  |                                  |                                  |                                  |                                  |       |
|  |            |                                  |                                  |                                  |                                  |                                  |                                  |                                  |                                  |            | Альбатрос (Жаркова) | Альбатрос (Жаркова) | Альбатрос (Жаркова)              | Альбатрос (Жаркова)              | Альбатрос (Жаркова)              | Альбатрос (Жаркова)              | Альбатрос (Жаркова)              | Альбатрос (Жаркова)              | Альбатрос (Жаркова)              | 2                                |                                  |       |
|  |            |                                  |                                  |                                  |                                  |                                  |                                  |                                  |                                  |            | Альбатрос (Жаркова) | Альбатрос (Жаркова) | Альбатрос (Жаркова)              | Альбатрос (Жаркова)              | Альбатрос (Жаркова)              | Альбатрос (Жаркова)              | Альбатрос (Жаркова)              | Альбатрос (Жаркова)              | Альбатрос (Жаркова)              | 2                                |                                  |       |
|  |            |                                  |                                  |                                  |                                  |                                  |                                  |                                  |                                  |            |                     |                     | Адамант-2 (Ковалёва)             | Адамант-2 (Ковалёва)             | Адамант-2 (Ковалёва)             | Адамант-2 (Ковалёва)             | Адамант-2 (Ковалёва)             | Адамант-2 (Ковалёва)             | Адамант-2 (Ковалёва)             | Адамант-2 (Ковалёва)             | Адамант-2 (Ковалёва)             | 8     |
|  | Б-1        | Адамант-2 (Ковалёва)             | Адамант-2 (Ковалёва)             | Адамант-2 (Ковалёва)             | Адамант-2 (Ковалёва)             | Адамант-2 (Ковалёва)             | Адамант-2 (Ковалёва)             | Адамант-2 (Ковалёва)             | Адамант-2 (Ковалёва)             | 5          |                     |                     | Адамант-2 (Ковалёва)             | Адамант-2 (Ковалёва)             | Адамант-2 (Ковалёва)             | Адамант-2 (Ковалёва)             | Адамант-2 (Ковалёва)             | Адамант-2 (Ковалёва)             | Адамант-2 (Ковалёва)             | Адамант-2 (Ковалёва)             | Адамант-2 (Ковалёва)             | 8     |
|  | Б-1        | Адамант-2 (Ковалёва)             | Адамант-2 (Ковалёва)             | Адамант-2 (Ковалёва)             | Адамант-2 (Ковалёва)             | Адамант-2 (Ковалёва)             | Адамант-2 (Ковалёва)             | Адамант-2 (Ковалёва)             | Адамант-2 (Ковалёва)             | 5          |                     |                     |                                  |                                  |                                  |                                  |                                  |                                  |                                  |                                  |                                  |       |
|  | А-2        | Московская область-1 (Москалёва) | Московская область-1 (Москалёва) | Московская область-1 (Москалёва) | Московская область-1 (Москалёва) | Московская область-1 (Москалёва) | Московская область-1 (Москалёва) | Московская область-1 (Москалёва) | Московская область-1 (Москалёва) | 4          |                     |                     |                                  |                                  |                                  |                                  |                                  |                                  |                                  |                                  |                                  |       |
|  | А-2        | Московская область-1 (Москалёва) | Московская область-1 (Москалёва) | Московская область-1 (Москалёва) | Московская область-1 (Москалёва) | Московская область-1 (Москалёва) | Московская область-1 (Москалёва) | Московская область-1 (Москалёва) | Московская область-1 (Москалёва) | 4          |                     |                     |                                  |                                  |                                  |                                  |                                  |                                  |                                  |                                  |                                  |       |
|  |            |                                  |                                  |                                  |                                  |                                  |                                  |                                  |                                  |            |                     |                     | Матч за 3-е место                |                                  |                                  |                                  |                                  |                                  |                                  |                                  |                                  |       |
|  |            |                                  |                                  |                                  |                                  |                                  |                                  |                                  |                                  |            |                     |                     |                                  |                                  |                                  |                                  |                                  |                                  |                                  |                                  |                                  |       |
|  |            |                                  |                                  |                                  |                                  |                                  |                                  |                                  |                                  |            |                     |                     |                                  |                                  |                                  |                                  |                                  |                                  |                                  |                                  |                                  |       |
|  |            |                                  |                                  |                                  |                                  |                                  |                                  |                                  |                                  |            |                     |                     |                                  |                                  |                                  |                                  |                                  |                                  |                                  |                                  |                                  |       |
|  |            |                                  |                                  |                                  |                                  |                                  |                                  |                                  |                                  |            |                     |                     | Сборная Москвы-1 (Прививкова)    | Сборная Москвы-1 (Прививкова)    | Сборная Москвы-1 (Прививкова)    | Сборная Москвы-1 (Прививкова)    | Сборная Москвы-1 (Прививкова)    | Сборная Москвы-1 (Прививкова)    | Сборная Москвы-1 (Прививкова)    | Сборная Москвы-1 (Прививкова)    | Сборная Москвы-1 (Прививкова)    | 7     |
|  |            |                                  |                                  |                                  |                                  |                                  |                                  |                                  |                                  |            |                     |                     | Сборная Москвы-1 (Прививкова)    | Сборная Москвы-1 (Прививкова)    | Сборная Москвы-1 (Прививкова)    | Сборная Москвы-1 (Прививкова)    | Сборная Москвы-1 (Прививкова)    | Сборная Москвы-1 (Прививкова)    | Сборная Москвы-1 (Прививкова)    | Сборная Москвы-1 (Прививкова)    | Сборная Москвы-1 (Прививкова)    | 7     |
|  |            |                                  |                                  |                                  |                                  |                                  |                                  |                                  |                                  |            |                     |                     | Московская область-1 (Москалёва) | Московская область-1 (Москалёва) | Московская область-1 (Москалёва) | Московская область-1 (Москалёва) | Московская область-1 (Москалёва) | Московская область-1 (Москалёва) | Московская область-1 (Москалёва) | Московская область-1 (Москалёва) | Московская область-1 (Москалёва) | 2     |
|  |            |                                  |                                  |                                  |                                  |                                  |                                  |                                  |                                  |            |                     |                     | Московская область-1 (Москалёва) | Московская область-1 (Москалёва) | Московская область-1 (Москалёва) | Московская область-1 (Москалёва) | Московская область-1 (Москалёва) | Московская область-1 (Москалёва) | Московская область-1 (Москалёва) | Московская область-1 (Москалёва) | Московская область-1 (Москалёва) | 2     |

Полуфиналы. 21 декабря, 11:00
| Площадка A                       | 1 | 2 | 3 | 4 | 5 | 6 | 7 | 8 | Всего |
| Адамант-2 (Ковалёва)             | 0 | 0 | 0 | 3 | 1 | 0 | 0 | 1 | 5     |
| Московская область-1 (Москалёва) | 0 | 0 | 1 | 0 | 0 | 2 | 1 | 0 | 4     |

| Площадка D                    | 1 | 2 | 3 | 4 | 5 | 6 | 7 | 8 | Всего |
| Альбатрос (Жаркова)           | 1 | 0 | 2 | 0 | 0 | 2 | 0 | 2 | 7     |
| Сборная Москвы-1 (Прививкова) | 0 | 1 | 0 | 3 | 1 | 0 | 0 | 0 | 5     |

Матч за 3-е место. 21 декабря, 15:00
| Площадка C                       | 1 | 2 | 3 | 4 | 5 | 6 | 7 | 8 | Всего |
| Сборная Москвы-1 (Прививкова)    | 1 | 4 | 1 | 1 | 0 | 0 | X | X | 7     |
| Московская область-1 (Москалёва) | 0 | 0 | 0 | 0 | 1 | 1 | X | X | 2     |

Финал. 21 декабря, 15:00
| Площадка B           | 1 | 2 | 3 | 4 | 5 | 6 | 7 | 8 | Всего |
| Адамант-2 (Ковалёва) | 0 | 2 | 0 | 1 | 4 | 1 | X | X | 8     |
| Альбатрос (Жаркова)  | 2 | 0 | 0 | 0 | 0 | 0 | X | X | 2     |

### Итоговая классификация
| Место | Команда                        | Скип                | И | В | П | МГ |
| ----- | ------------------------------ | ------------------- | - | - | - | -- |
| 1     | Адамант 2 (Санкт-Петербург)    | Алина Ковалёва      | 9 | 9 | 0 | 1  |
| 2     | Альбатрос (Калининград)        | Ольга Жаркова       | 9 | 7 | 2 | 2  |
| 3     | Сборная Москвы-1               | Людмила Прививкова  | 9 | 8 | 1 | 1  |
| 4     | Московская область-1 (Дмитров) | Анастасия Москалёва | 9 | 5 | 4 | 2  |
| 5     | Сборная Москвы-4               | Валерия Скляренко   | 7 | 5 | 2 | 3  |
| 6     | Адамант-1 (Санкт-Петербург)    | Оксана Гертова      | 7 | 4 | 3 | 3  |
| 6     | Сборная Москвы-3               | Мария Бакшеева      | 7 | 3 | 4 | 3  |
| 6     | Сборная Москвы-5               | Ольга Никитина      | 7 | 4 | 3 | 3  |
| 6     | Московская область-2 (Дмитров) | Ксения Шевчук       | 7 | 4 | 3 | 4  |
| 10    | СКА ШВСМ ЗВС (Санкт-Петербург) | Яна Гаршина         | 7 | 3 | 4 | 6  |
| 11    | УОР №2 (Санкт-Петербург)       | Ксения Леонтьева    | 7 | 2 | 5 | 5  |
| 11    | Сборная Москвы-6               | Надежда Карелина    | 7 | 2 | 5 | 5  |
| 11    | Сборная Москвы-2               | Евгения Дёмкина     | 7 | 2 | 5 | 5  |
| 14    | Челябинская область            | Анастасия Вдовина   | 7 | 1 | 6 | 7  |
| 15    | Айс Парк (Санкт-Петербург)     | Ксения              | 7 | 0 | 7 | 8  |
| 15    | Московская область-3 (Дмитров) | Татьяна Смирнова    | 7 | 0 | 7 | 8  |